# Comorenrupsvogel
De comorenrupsvogel (Ceblepyris cucullatus synoniem: Coracina cucullata)  is een rupsvogel die endemisch is  op de Comoren. Deze vogel wordt ook wel beschouwd als een ondersoort van de madagaskarrupsvogel (C. cinerea cucullata).

## Verspreiding en leefgebied
De soort telt twee ondersoorten:
- C. c. cucullata: Grande Comore .
- C. c. moheliensis: Mohéli.

## Status
De grootte van de populatie is in 2020 geschat op 1000-2500 volwassen vogels. Het verspreidingsgebied is erg klein en de aantallen gaan achteruit door habitatverlies. Op de Rode lijst van de IUCN heeft deze soort daarom de status bedreigd.